# Clamshell
Clamshell és un factor de forma d'ordinador portàtil, de ràdio portàtil, de consola portàtil, de telèfon mòbil o d'altres dispositius, que consta de dues o més seccions que es pleguen mitjançant una frontissa. Un inconvenient del disseny clamshell és la connexió de les carcasses a la frontissa, que és propensa a la fatiga i a fallar.

En general, els components de la interfície, com les tecles i la pantalla, es mantenen dins de la carcassa tancada, la qual cosa els protegeix de danys i ús no intencionat, alhora que fa que el dispositiu sigui més curt o estret per facilitar-ne el transport. En la majoria dels casos, obrir la caixa proporciona més àrea útil que quan el dispositiu està tancat, i això permet que els components de la interfície siguin més grans i més fàcils d'utilitzar que en dispositius que no s'obren.

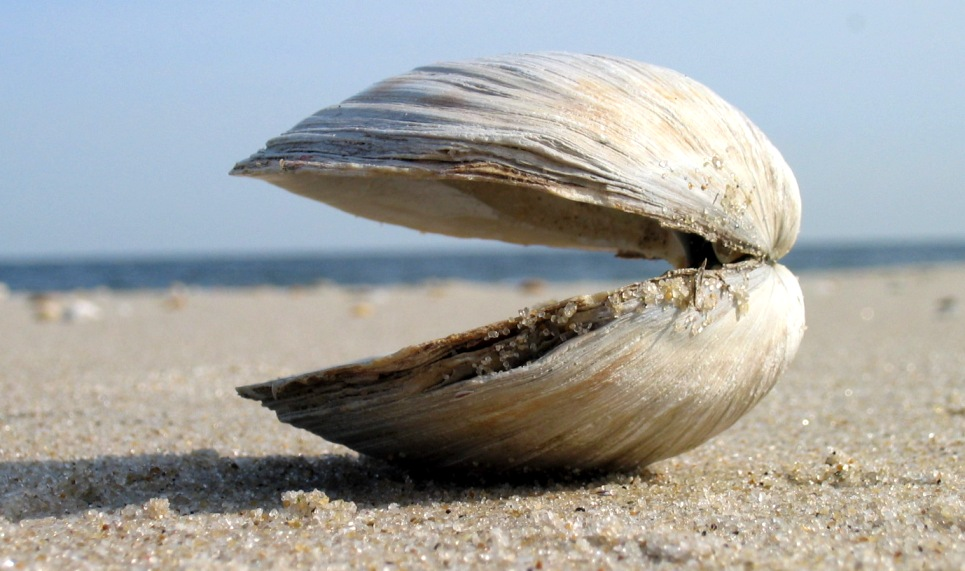
cloïssa articulada.

## Etimologia
El nom del factor de forma clamshell es basa en la forma de cloïssa articulada que tenen certs aparells que l'imiten i guarda una certa relació amb el mercat dels telèfons mòbils, ja que, Motorola tenia una marca registrada amb el terme « flip phone » i es va buscar un nom aternatiu, tanmateix el terme « flip phone » s'ha generalitzat i és utilitzat amb més freqüència que "clamshell" en el món anglosaxó. 

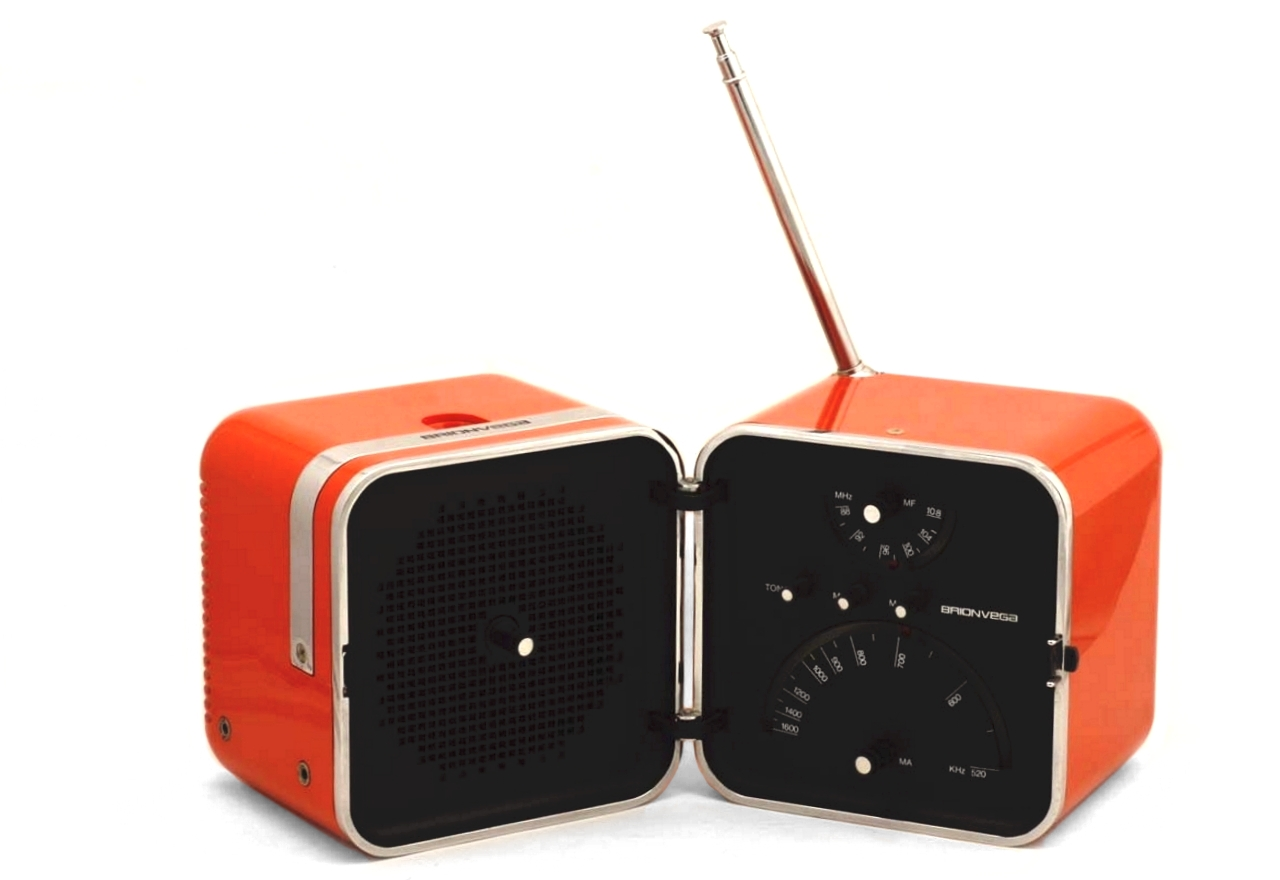
Ràdio Brionvega TS 502, (1963)

## Història
Un comunicador semblant a un telèfon plegable apareix al Capítol 3 Armageddon 2419 A.D, un conte de ciència-ficció de Philip Francis Nowlan, que es va publicar per primera vegada al número d'Agost de 1928 de la revista Amazing Stories. " L'Alan treia un paquet compacte d'uns 15 cm amb una funda lligada al seu cinturó i el lliurava a la Wilma. Pel que es podia veure, no tenia cap auricular especial. La Wilma només girava la tapa cap enrere, com si estigués obrint un llibre, i començava a parlar. La veu que venia de la màquina semblava tan audible com la seva ».

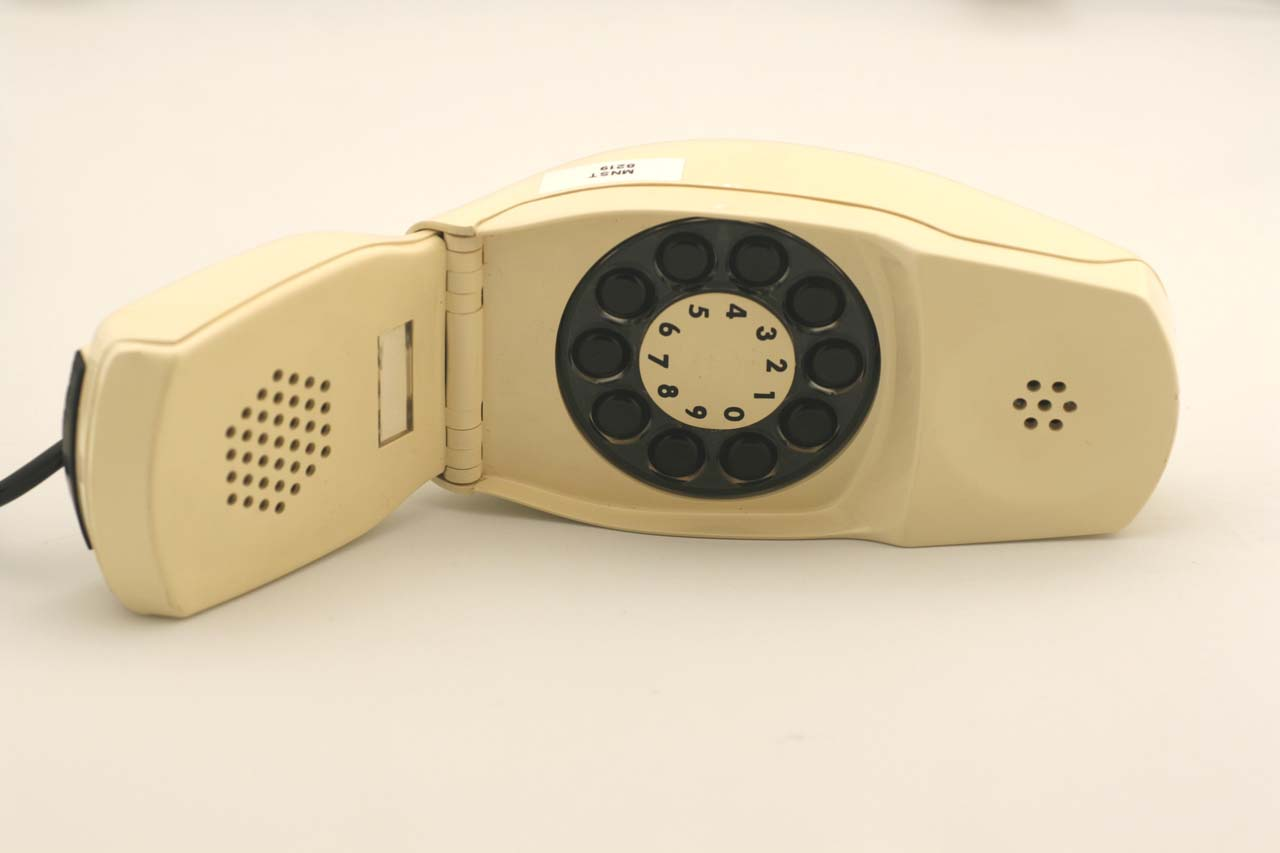
Telèfon Grillo, Milà (1965)

El factor de forma clamshell va ser utilitzat per primera vegada pel fabricant d'ordinadors portàtils GRiD (que tenia les patents del disseny en aquell moment) per al seu model Compass el 1982. El 1983, l'ordinador portàtil Ampere WS-1 va utilitzar un disseny modern de clamshell.
El primer model de Motorola que va utilitzar el nom Flip-Phone és el MicroTAC el 1989, tot i que General Telephone & Electronics (GTE) era propietaria del nom des dels anys 70 pel seu Flip-Phone (un dels primers petits telèfons electrònics de butxaca), fins al 1993.
En un telèfon plegable la frontissa es sol trobar en una vora curta, en una vora llarga és més probable que el dispositiu sigui un ordinador, tant gros com petit (per exemple: Nokia Communicator).
El factor de forma clamshell va començar a experimentar una disminució de popularitat a finals dels anys 2000 i principis dels 2010, a causa de la creixent popularitat dels telèfons intel·ligents amb pantalla tàctil com l'iPhone, que utilitzen un factor de forma similar al d'una tauleta amb pantalles més grans no plegables. Les tecles continuen sent un factor predominant en als telèfons funcionals, que segueixen sent populars entre els públics que prefereixen la seva simplicitat o durabilitat als telèfons intel·ligents.

## Telèfon intel·ligent plegable

Telèfons Samsung Galaxy Z

El 2019, va començar a sorgir una nova tendència de telèfons intel·ligents plegables amb pantalles OLED plegables: Samsung va llançar al mercat un telèfon intel·ligent de gamma baixa conegut com a Galaxy Folder a Corea del Sud, que té un disseny de telèfon abatible i un teclat com un telèfon funcional amb el S.O. Android. El Samsung Galaxy Fold utilitza un factor de forma clamshell amb plec vertical i una petita pantalla secundària a la tapa, i consegueix una pantalla més gran, semblant a una tauleta quan està obert. Motorola va presentar un redisseny del Motorola Razr el novembre de 2019, que utilitza una pantalla plegable i un factor de forma clamshell que recorda la seva línia homònima de telèfons funcionals.

## Automoció

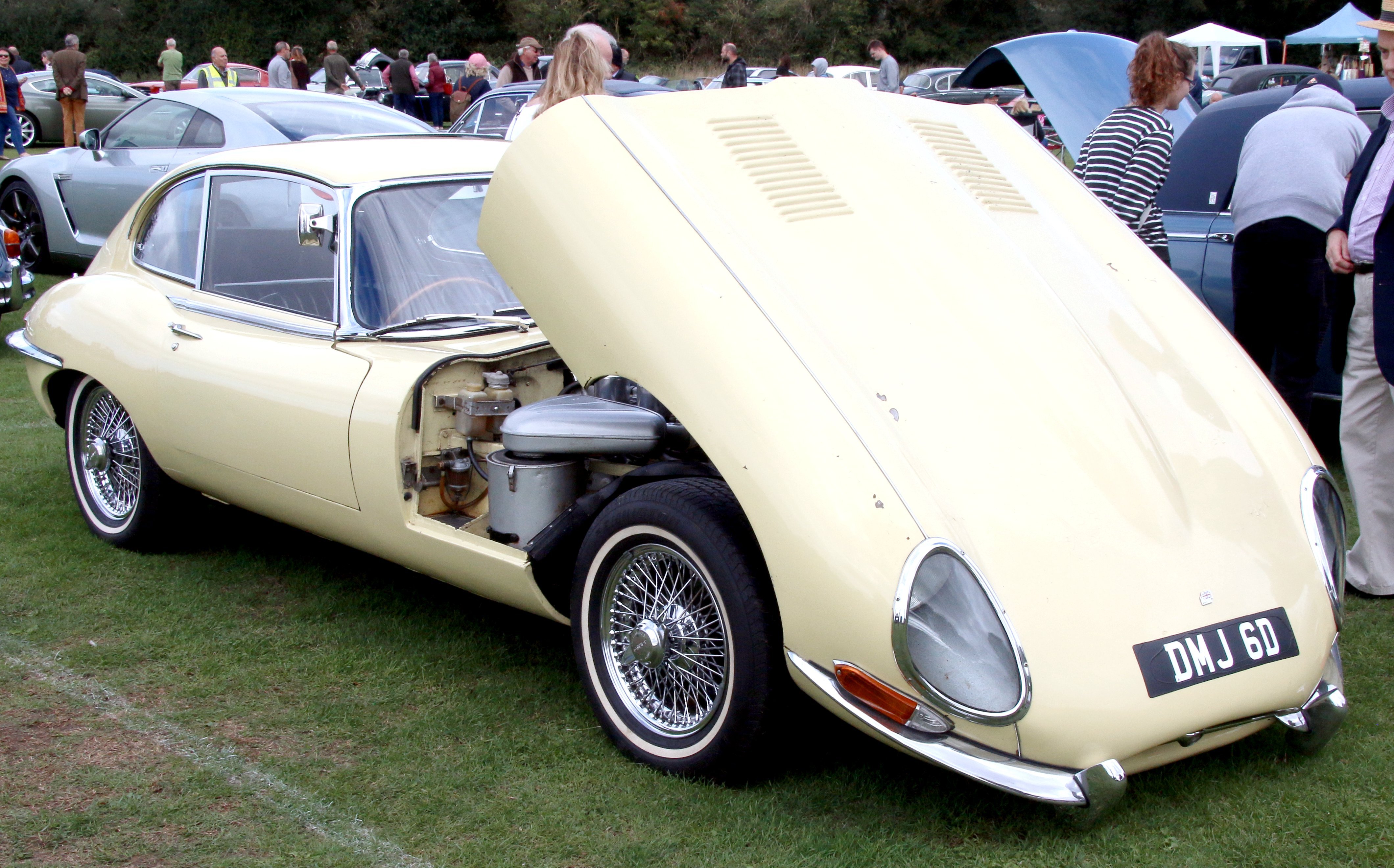
Jaguar E-Type,1966, clamshell

En el camp de l'automoció, un capó en forma de clamshell és un model en el qual el capó del motor també inclou tot o part dels parafangs. De vegades es troba en un cotxe de bastidor dividit, com el Triumph Herald, o en cotxes basats en un bastidor espacial, on la carrosseria és lleugera i no porta una càrrega pesada, com el Ford GT40 i el Ferrari Enzo, on qualsevol la part posterior es pot aixecar per accedir al compartiment del motor i al sistema de suspensió. També es veu de vegades en cotxes monocasc, però molt més rarament, com els BMW Mini i els Alfa Romeo GTV .
També és un nom informal per als "break" de mida completa de General Motors, fabricats entre 1971 i 1976, que presentaven una porta posterior de dues peces "amagable", coneguda oficialment com la porta posterior « Glide Away ».
Jaguar E-Type: En el seu llançament el 15 de març de 1961, Enzo Ferrari ho va cridar "l'automòbil més bell mai fabricat" . En 2004, la revista Sports Car International va col·locar a l'E-Type en el número u de la seva llista de les millors actuacions esportives de la dècada de 1960. Al març de 2008, el Jaguar E-Type va ocupar el primer lloc a la llista en línia de The Daily Telegraph dels "100 cotxes més bonics" del món de tots els temps.

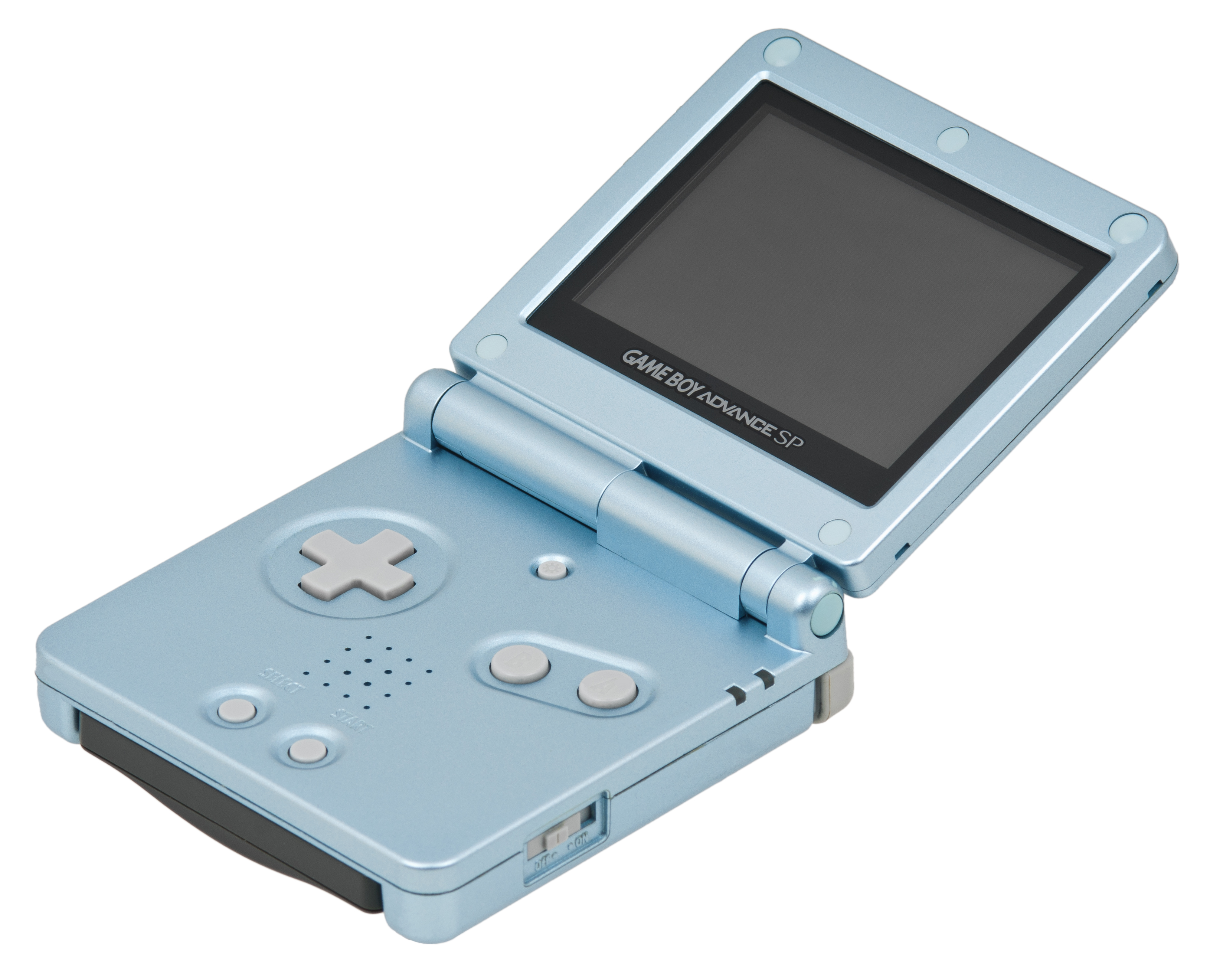
Game Boy Advance SP (2003)

## Altres usos
A part dels telèfons, entre els dispositius que utilitzen el factor de forma clamshell hi ha, ordinadors portàtils, subportàtils, Game Boy Advance SP, Nintendo DS i Nintendo 3DS, encara que es descriuen amb menys freqüència com "flip " en comparació amb els telèfons intel·ligents.
Altres aparells, com ara rellotges de butxaca, planxes de gofres, sandvitxeres i la graella George Foreman, han utilitzat durant molt de temps un disseny de "clamshell".
Els enquadernadors construeixen caixes d'arxiu en forma de " clamshell " anomenades "caixes Solander" en què els llibres valuosos o els papers solts es poden protegir de la llum i la pols.

## Galeria

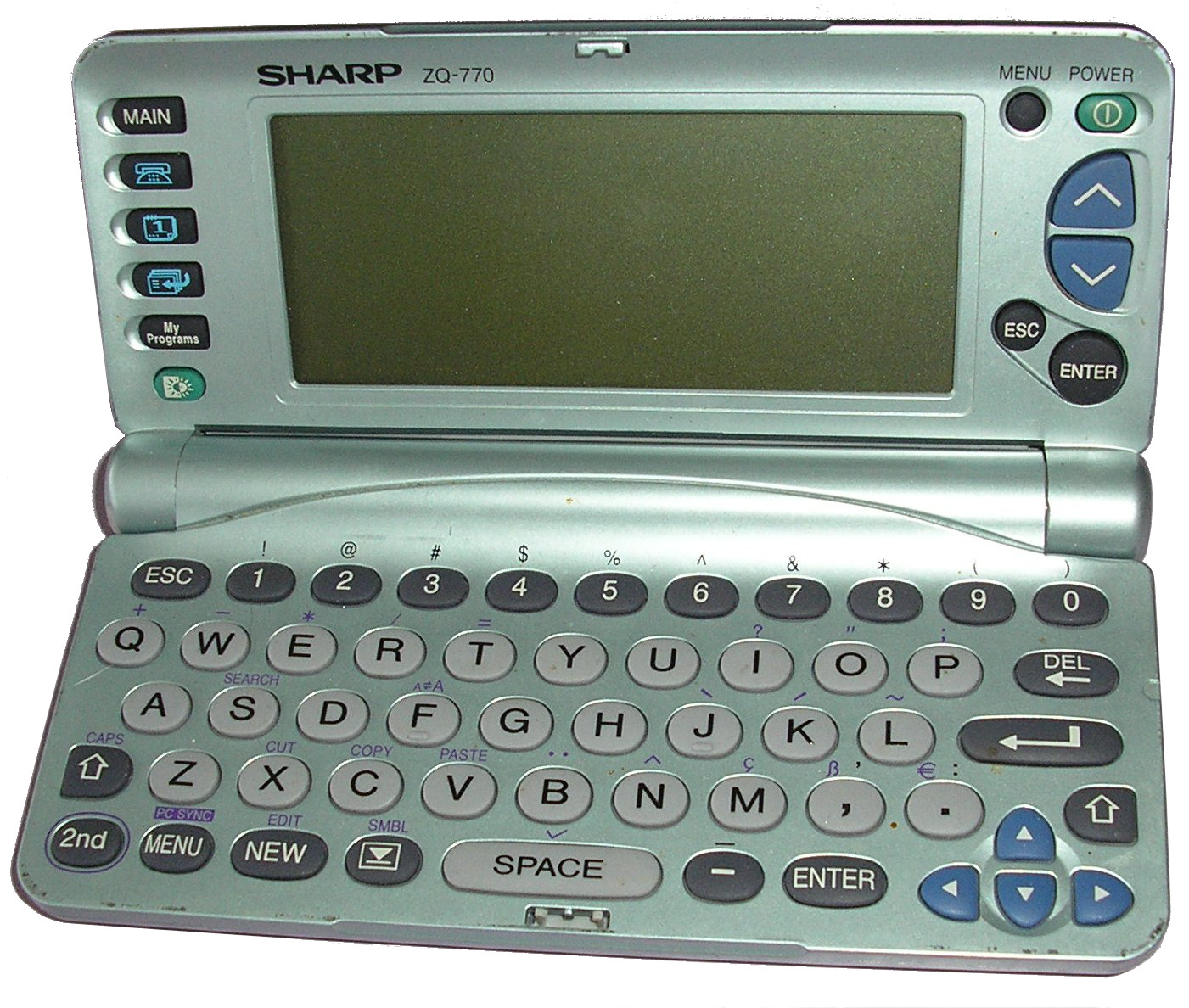
Organitzador electrònic "Sharp" (Sharp Wizard a EUA) model QZ-770.
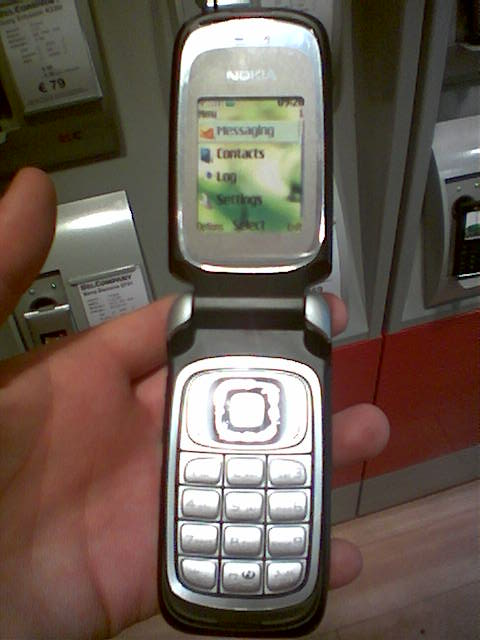
Nokia 6085
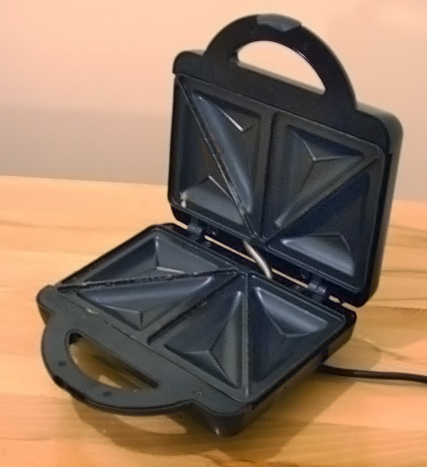
Una torradora de sandvitx Bifinett oberta
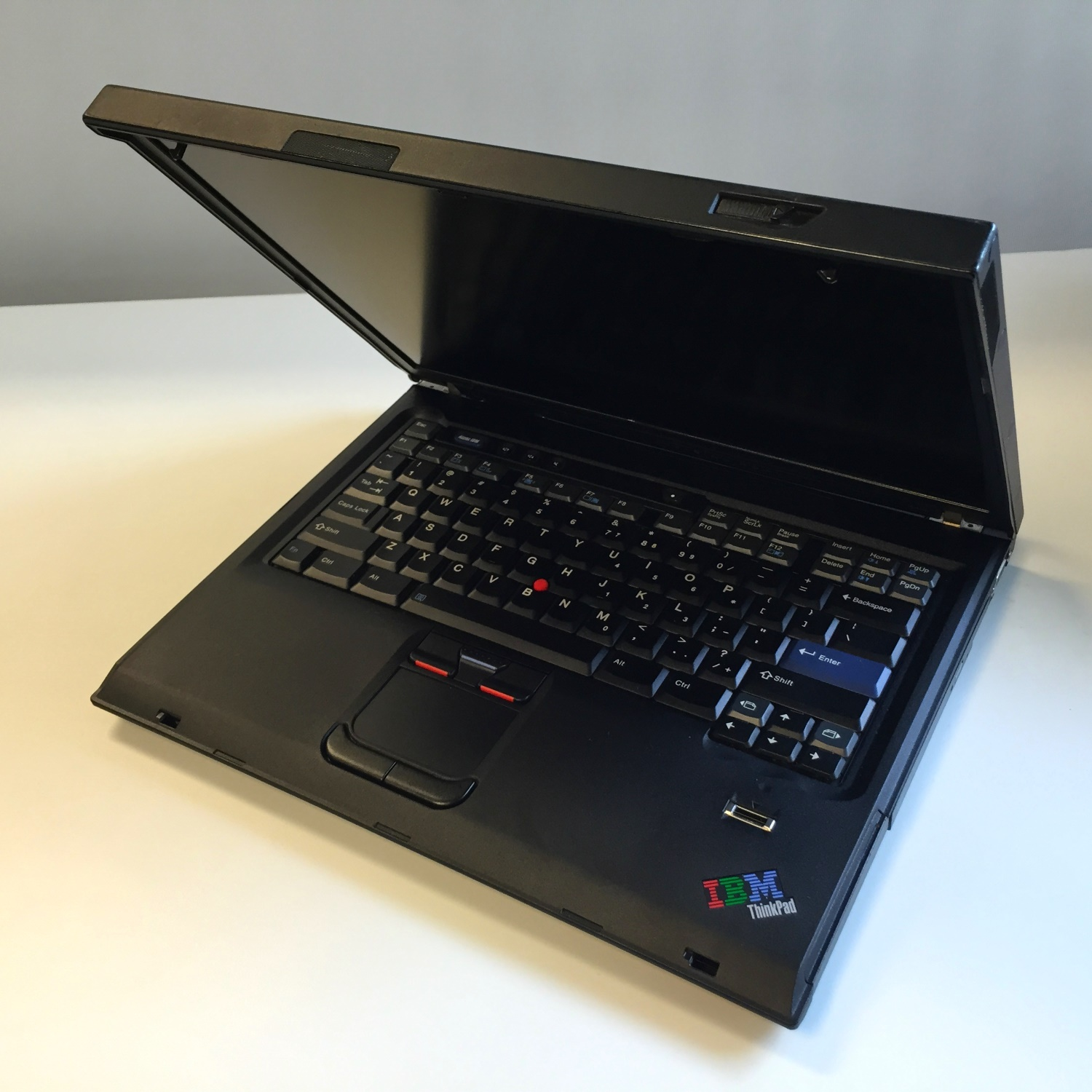
IBM ThinkPad
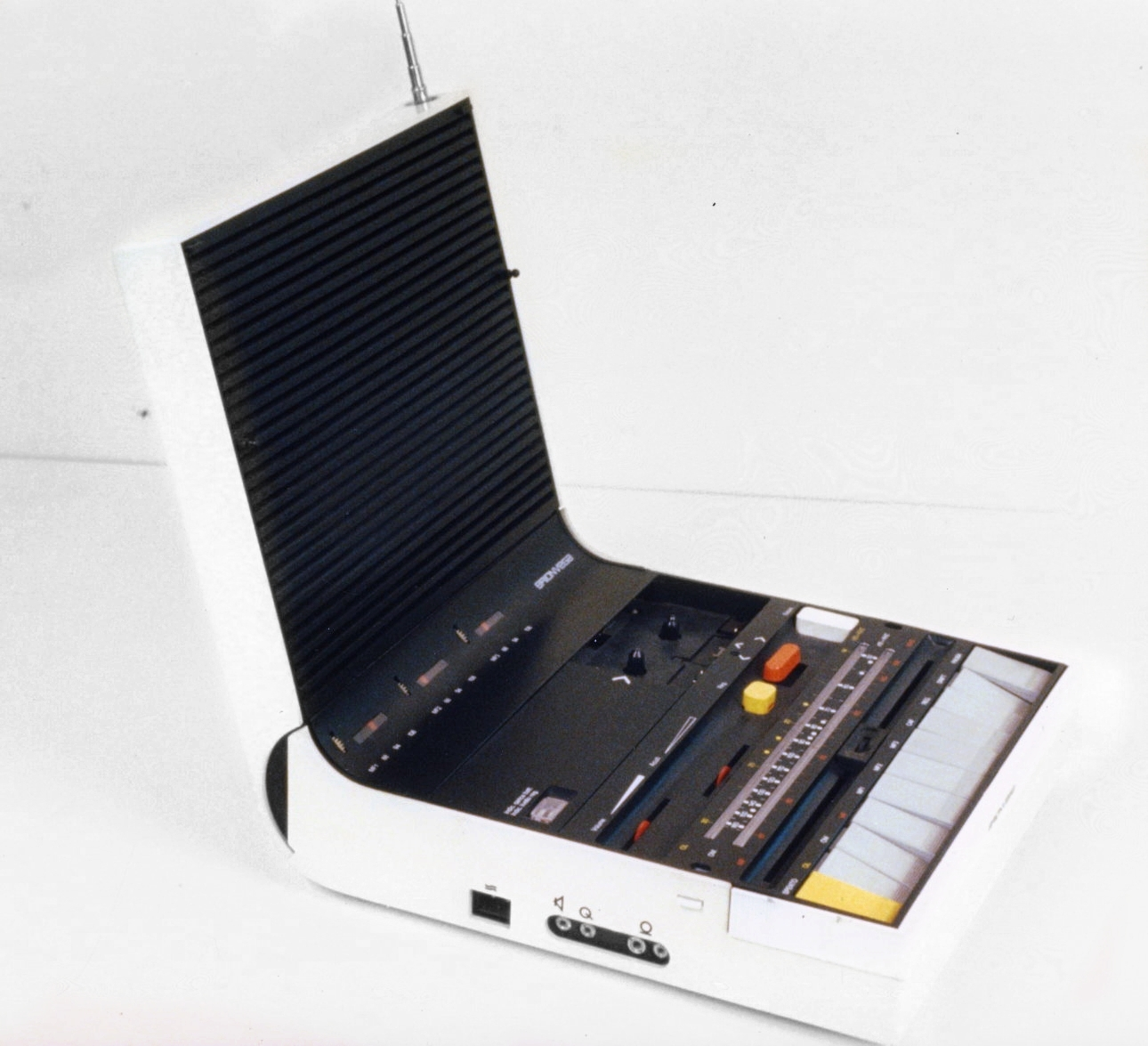
Reproductor de cassets de ràdio portàtil Brionvega Soundbook, Milà (1974)